# Xestia alpicola
Xestia alpicola, auch Zetterstedts Alpeneule oder Zetterstedts Alpen-Erdeule genannt, ist ein Schmetterling (Nachtfalter) aus der Familie der Eulenfalter (Noctuidae).

## Merkmale

### Falter
Die Falter haben eine Flügelspannweite von 34 bis 42 Millimetern. Die Zeichnung besteht in der Regel aus Ring- und Nierenmakel sowie innerer und äußerer Querlinie, die allerdings unterschiedlich deutlich gezeichnet sind. Die Falter variieren in der Färbung der Vorderflügeloberseiten ziemlich stark. Unterschiedliche Zeichnung und Färbung kennzeichnen folgende Unterarten:
- Kennzeichnend für die Nominatform ssp. alpicola, die eine Flügelspannweite von 34 bis 42 Millimetern aufweist, ist die schwarzbraun getönte Grundfärbung auf den Vorderflügeln, die gelegentlich leicht blaugrau überstäubt ist und einen rotbraunen Basalstrich zeigt.
- Die ssp. alpina hat eine Flügelspannweite von 34 bis 40 Millimetern und ist durch die eine vorherrschend rötliche Grundfärbung auf den Vorderflügeln sowie einen deutlichen, dunklen Basalstrich charakterisiert. Ring- und Nierenmakel heben sich markant hervor.
- Überwiegend hellgrau bis graubraun gefärbt ist die ssp. carnica. Der Basalstrich ist nur undeutlich ausgeprägt. Quer- und Wellenlinien sowie Ring- und Nierenmakel sind dagegen deutlich erkennbar.
- Der relativ großen ssp. ryffelensis fehlt die leicht blaugraue Tönung der Nominatform.[2]

Die Fühler sind bei allen männlichen Faltern beidseitig sägezahnartig bewimpert.

### Ei, Raupe und Puppe
Das Ei ist kugelig, stark gerippt und genetzt, an der Unterseite abgeflacht, gelblich gefärbt und zeigt einige purpurbraune Flecke. Die Raupen sind rötlichgrau oder gelblich gefärbt und mit kleinen schwarzen Punkten bedeckt. Zusammen mit der hellen Rückenlinie bilden die daneben liegenden dunklen Striche ein gabelförmiges Muster. Die Puppe ist durch vier Dornen am Kremaster gekennzeichnet.

### Ähnliche Arten
Eine gewisse Ähnlichkeit besteht zu Xestia tecta, die sich jedoch in der Regel durch ein verdunkeltes Mittelfeld der Vorderflügel unterscheidet.

## Geographische Verbreitung und Lebensraum
Die Art kommt hauptsächlich im Norden Europas, so im nördlichen Teil der Britischen Inseln in der ssp. alpina, in Fennoskandinavien und Nordrussland bis Westsibirien in der ssp. alpicola und in den Alpen in den ssp. carnica und ssp. ryffelensis verbreitet vor. In den Alpen steigt sie bis auf etwa 3000 Meter und ist dort nur oberhalb der Baumgrenze zu finden.

## Lebensweise
Die Art hat einen zweijährigen Entwicklungszyklus. Die nachtaktiven Falter fliegen regional etwas unterschiedlich von Juli bis August oder September. Sie kommen an künstliche Lichtquellen und besuchen den Köder. Die Raupen sind ab August zu finden und überwintern zweimal. Sie ernähren sich von den Blättern von Krähenbeeren (Empetrum), Besenheide (Calluna) und Zwerg-Birke (Betula nana).

## Gefährdung
Xestia alpicola kommt in Deutschland nur in den bayerischen Alpen vor und wird auf der Roten Liste gefährdeter Arten als Art mit geographischer Restriktion geführt.

## Taxonomie
Die Art wird derzeit in vier Unterarten unterteilt:
- Xestia alpicola alpicola, die Nominatunterart in Fennoskandien und Nordwestrussland
- Xestia alpicola alpina (Humphreys & Westwood, 1843), Britische Inseln
- Xestia alpicola carnica (Hering, 1846), Ostalpen, Tschechien, Slowakei, Polen
- Xestia alpicola ryffelensis (Oberthür, 1904), südliche Schweiz, westliches Österreich, Südostfrankreich.

Die Fauna Europaea listet noch eine weitere Unterart Xestia (Anomogyna) alpicola iveni (Huber 1870), die jedoch von Fibiger als Synonym der ssp. carnica angesehen wird.
Lafontaine, Mikkola & Kononenko (1987) haben die Art von der Untergattung Pachnobia zur Untergattung Anomogyna transferiert.